# Liste des cadrans solaires de Reims
Cet article recense les cadrans solaires visibles de l'espace public à Reims, en France.

## Liste
| Titre                                   | Adresse               | Type     | Lattitude | Longitude | Image |
| --------------------------------------- | --------------------- | -------- | --------- | --------- | ----- |
| Pierre d'heures                         | Rue Chanzy (Reims)    |          | 49.25104  | 4.03509   |       |
| Maison des magiciens                    | 81 Rue Chanzy (Reims) | Vertical | 49.25134  | 4.03427   |       |
| Cadran du Collège des Jésuites de Reims | Place Museux          | Vertical | 49.24639  | 4.04046   |       |
| Cadran maison particulière              | 45 Rue des Fuseliers  | Vertical | 49.25182  | 4.0342    |       |
| Cadran maison particulière              | 12 Rue de l'Étape     | Vertical | 49.25557  | 4.02839   |       |